# Prévision de déficit budgétaire en France
 (juillet 2014).
- Si vous ne connaissez pas le sujet, laissez ce bandeau (vous pouvez alors contacter les auteurs).
- Si vous supprimez le contenu mis en cause (vous pouvez préalablement contacter les auteurs),

argumentez précisément cette suppression dans la page de discussion
(un manque de référence n'est pas un argument ; une recherche réelle de référence doit avoir été effectuée, être formellement documentée).
La prévision de déficit budgétaire, est proposée par le ministère des finances d'un État, par une institution ou un organisme de prévision. Elle consiste à prévoir le déficit budgétaire d'un État, l'année N pour l'année N+1, ou pour les années suivantes.
Pour la France, dans le cadre de la Loi organique relative aux lois de finances, le projet de loi de finances de l'année N inclut nécessairement une prévision de déficit budgétaire pour l'année N+1.

## Méthodes de prévision
Dans un référé du 25 février 2014, la Cour des comptes a publié un référé sur « les conditions d’élaboration des prévisions de recettes fiscales inscrites dans les projets de lois de finances », et a suggéré des voies d'améliorations sur les méthodes en cours ,.
D'après le Trésor sur la période 2000-2008, on pourrait agréger et approximer ("règle du pouce") les élasticités {\displaystyle er_{t}} et {\displaystyle ed_{t}}, en une valeur moyenne de {\displaystyle er_{t}}+{\displaystyle ed_{t}}=0,46, à partir d'une variation Δ{\displaystyle Pib} du Pib ,,. 
Cette valeur moyenne de l'élasticité globale à la croissance ne s'est toutefois pas appliquée en France, entre 2013 et 2015 , compte tenu des impulsions budgétaires, des variations de la croissance et de déficit budgétaire réalisés,. Ceci traduisant sans doute une baisse moyenne de l'élasticité en période de croissance faible ou modérée, qui deviendrait plutôt légèrement négative.

## Articles liés
- Politique budgétaire
- Budget de l'État
- Budget de l'État français
- Élasticité (économie)
- Croissance économique
- Déficit budgétaire et déficit public
- Modèle MESANGE